# Temporada 1996-97 de los Atlanta Hawks
La temporada 1996-97 fue la vigesimonovena de los Atlanta Hawks en la NBA en su ubicación de Atlanta, la cuadragésimo octava en la liga y la quincuagésimo primera desde su fundación. La temporada regular acabó con 56 victorias y 26 derrotas, ocupando el cuarto puesto de la Conferencia Este, clasificándose para los playoffs, en los que cayeron en semifinales de conferencia ante los Chicago Bulls.

## Elecciones en elDraft
| Ronda | Puesto | Jugador           | Posición | Nacionalidad   | Universidad   |
| ----- | ------ | ----------------- | -------- | -------------- | ------------- |
| 1     | 28     | Priest Lauderdale | Pívot    | Estados Unidos | Central State |

## Temporada regular
| División Central    | División Central | División Central | División Central | División Central | División Central | División Central | División Central | División Central |
| Equipo              | G                | P                | %                | PD               | Casa             | Fuera            | Div              |                  |
| ------------------- | ---------------- | ---------------- | ---------------- | ---------------- | ---------------- | ---------------- | ---------------- | ---------------- |
| y-Chicago Bulls     | 69               | 13               | .841             | –                | 39–2             | 30–11            | 24–4             |                  |
| x-Atlanta Hawks     | 56               | 26               | .683             | 13               | 36–5             | 20–21            | 17–11            |                  |
| x-Detroit Pistons   | 54               | 28               | .659             | 15               | 30–11            | 24–17            | 17–11            |                  |
| x-Charlotte Hornets | 54               | 28               | .659             | 15               | 30–11            | 24–17            | 14–14            |                  |
| Cleveland Cavaliers | 42               | 40               | .512             | 27               | 25–16            | 17–24            | 13–15            |                  |
| Indiana Pacers      | 39               | 43               | .476             | 30               | 21–20            | 18–23            | 11–17            |                  |
| Milwaukee Bucks     | 33               | 49               | .402             | 36               | 20–21            | 13–28            | 10–18            |                  |
| Toronto Raptors     | 30               | 52               | .366             | 39               | 18–23            | 12–29            | 6–22             |                  |

## Playoffs

### Primera ronda
Atlanta Hawks  vs. Detroit Pistons
| Fecha       | Partido                              | Ciudad  |
| ----------- | ------------------------------------ | ------- |
| 25 de abril | Atlanta Hawks 89, Detroit Pistons 75 | Atlanta |
| 27 de abril | Atlanta Hawks 80, Detroit Pistons 93 | Atlanta |
| 29 de abril | Detroit Pistons 99, Atlanta Hawks 91 | Detroit |
| 2 de mayo   | Detroit Pistons 82, Atlanta Hawks 94 | Detroit |
| 4 de mayo   | Atlanta Hawks 84, Detroit Pistons 79 | Atlanta |
|             | Atlanta Hawks gana las series 3-2    |         |

### Semifinales de Conferencia
Chicago Bulls  vs. Atlanta Hawks
| Fecha      | Partido                             | Ciudad  |
| ---------- | ----------------------------------- | ------- |
| 6 de mayo  | Chicago Bulls 100, Atlanta Hawks 97 | Chicago |
| 8 de mayo  | Chicago Bulls 95, Atlanta Hawks 103 | Chicago |
| 10 de mayo | Atlanta Hawks 80, Chicago Bulls 100 | Atlanta |
| 11 de mayo | Atlanta Hawks 80, Chicago Bulls 89  | Atlanta |
| 13 de mayo | Chicago Bulls 107, Atlanta Hawks 92 | Chicago |
|            | Chicago Bulls gana las series 4-1   |         |

## Estadísticas

### Temporada regular
| Rk | Jugador            | Edad | Pos. | P  | PT | MP   | TC  | TCI  | %TC  | T3  | T3I | %T3  | TL  | TLI | %TL  | RO  | RD  | RT   | AS  | RB  | TAP | BP  | FP  | PTS  |
| -- | ------------------ | ---- | ---- | -- | -- | ---- | --- | ---- | ---- | --- | --- | ---- | --- | --- | ---- | --- | --- | ---- | --- | --- | --- | --- | --- | ---- |
| 1  | Mookie Blaylock    | 29   | PG   | 78 | 78 | 39.2 | 6.4 | 14.9 | .432 | 2.8 | 7.7 | .366 | 1.7 | 2.2 | .753 | 1.5 | 3.8 | 5.3  | 5.9 | 2.7 | 0.3 | 2.4 | 1.8 | 17.4 |
| 2  | Steve Smith        | 27   | SG   | 72 | 72 | 39.1 | 6.8 | 15.9 | .429 | 1.8 | 5.4 | .335 | 4.6 | 5.5 | .847 | 1.3 | 2.1 | 3.3  | 4.2 | 0.9 | 0.3 | 2.4 | 2.4 | 20.1 |
| 3  | Christian Laettner | 27   | PF   | 82 | 82 | 38.3 | 6.7 | 13.8 | .486 | 0.4 | 1.1 | .352 | 4.4 | 5.4 | .816 | 2.6 | 6.2 | 8.8  | 2.7 | 1.2 | 0.8 | 2.7 | 3.4 | 18.1 |
| 4  | Dikembe Mutombo    | 30   | C    | 80 | 80 | 37.2 | 4.8 | 9.0  | .527 | 0.0 | 0.0 |      | 3.8 | 5.4 | .705 | 3.4 | 8.3 | 11.6 | 1.4 | 0.6 | 3.3 | 2.3 | 3.1 | 13.3 |
| 5  | Tyrone Corbin      | 34   | SF   | 70 | 65 | 32.9 | 3.6 | 8.6  | .422 | 1.1 | 3.0 | .356 | 1.2 | 1.5 | .796 | 1.1 | 3.1 | 4.2  | 1.8 | 1.3 | 0.1 | 1.2 | 2.5 | 9.5  |
| 6  | Henry James        | 31   | PF   | 53 | 15 | 17.8 | 2.4 | 5.8  | .408 | 1.4 | 3.4 | .420 | 0.6 | 0.7 | .833 | 0.5 | 1.0 | 1.5  | 0.4 | 0.2 | 0.0 | 0.5 | 1.8 | 6.7  |
| 7  | Eldridge Recasner  | 29   | SG   | 71 | 4  | 17.0 | 2.1 | 4.9  | .423 | 0.8 | 2.0 | .414 | 0.7 | 0.8 | .879 | 0.5 | 1.1 | 1.6  | 1.3 | 0.5 | 0.1 | 0.9 | 1.4 | 5.7  |
| 8  | Alan Henderson     | 24   | PF   | 30 | 0  | 16.7 | 2.6 | 5.4  | .475 | 0.0 | 0.0 |      | 1.5 | 2.5 | .600 | 1.6 | 2.3 | 3.9  | 0.8 | 0.7 | 0.2 | 1.0 | 2.4 | 6.6  |
| 9  | Jon Barry          | 27   | SG   | 58 | 8  | 16.6 | 1.7 | 4.2  | .407 | 0.8 | 2.1 | .387 | 0.6 | 0.8 | .804 | 0.4 | 1.3 | 1.7  | 2.0 | 0.9 | 0.1 | 1.0 | 1.0 | 4.9  |
| 10 | Willie Burton      | 28   | SF   | 24 | 2  | 15.8 | 1.6 | 4.8  | .336 | 0.5 | 1.9 | .283 | 2.4 | 2.8 | .838 | 0.5 | 1.3 | 1.7  | 0.5 | 0.3 | 0.1 | 1.1 | 2.3 | 6.2  |
| 11 | Anthony Miller     | 25   | PF   | 1  | 0  | 14.0 | 0.0 | 5.0  | .000 | 0.0 | 0.0 |      | 0.0 | 0.0 |      | 2.0 | 5.0 | 7.0  | 0.0 | 0.0 | 0.0 | 0.0 | 2.0 | 0.0  |
| 12 | Ken Norman         | 32   | SF   | 17 | 0  | 12.9 | 1.6 | 5.5  | .287 | 0.4 | 2.2 | .158 | 0.2 | 0.7 | .333 | 0.5 | 1.8 | 2.3  | 0.7 | 0.4 | 0.2 | 1.1 | 1.0 | 3.8  |
| 13 | Ivano Newbill      | 26   | PF   | 72 | 2  | 11.8 | 0.6 | 1.3  | .440 | 0.0 | 0.0 |      | 0.3 | 0.7 | .385 | 1.1 | 1.8 | 2.8  | 0.3 | 0.4 | 0.2 | 0.6 | 1.6 | 1.4  |
| 14 | Donnie Boyce       | 23   | SG   | 22 | 2  | 7.0  | 1.0 | 2.9  | .333 | 0.1 | 0.7 | .125 | 0.5 | 1.0 | .500 | 0.3 | 0.4 | 0.7  | 0.6 | 0.5 | 0.2 | 0.7 | 0.8 | 2.5  |
| 15 | Darrin Hancock     | 25   | SF   | 14 | 0  | 6.1  | 0.9 | 1.9  | .481 | 0.0 | 0.0 |      | 0.6 | 0.9 | .667 | 0.2 | 0.7 | 0.9  | 0.5 | 0.5 | 0.1 | 0.5 | 0.4 | 2.4  |
| 16 | Derrick Alston     | 24   | C    | 2  | 0  | 5.5  | 0.0 | 2.5  | .000 | 0.0 | 0.0 |      | 0.0 | 1.0 | .000 | 1.5 | 0.5 | 2.0  | 0.0 | 0.0 | 0.0 | 0.0 | 0.0 | 0.0  |
| 17 | Priest Lauderdale  | 23   | C    | 35 | 0  | 5.1  | 1.4 | 2.5  | .551 | 0.0 | 0.0 | .000 | 0.4 | 0.7 | .565 | 0.5 | 0.8 | 1.2  | 0.3 | 0.0 | 0.3 | 1.1 | 1.1 | 3.2  |

### Playoffs
| Rk | Jugador            | Edad | Pos. | P  | PT | MP   | TC  | TCI  | %TC  | T3  | T3I | %T3  | TL  | TLI | %TL   | RO  | RD  | RT   | AS  | RB  | TAP | BP  | FP  | PTS  |
| -- | ------------------ | ---- | ---- | -- | -- | ---- | --- | ---- | ---- | --- | --- | ---- | --- | --- | ----- | --- | --- | ---- | --- | --- | --- | --- | --- | ---- |
| 1  | Mookie Blaylock    | 29   | PG   | 10 | 10 | 44.1 | 6.1 | 15.4 | .396 | 2.8 | 8.5 | .329 | 1.4 | 2.1 | .667  | 1.2 | 5.8 | 7.0  | 6.5 | 2.1 | 0.2 | 3.5 | 1.5 | 16.4 |
| 2  | Steve Smith        | 27   | SG   | 10 | 10 | 42.1 | 5.5 | 13.9 | .396 | 1.8 | 5.5 | .327 | 6.1 | 7.4 | .824  | 1.2 | 2.7 | 3.9  | 1.7 | 0.4 | 0.1 | 2.8 | 3.8 | 18.9 |
| 3  | Dikembe Mutombo    | 30   | C    | 10 | 10 | 41.5 | 5.4 | 8.6  | .628 | 0.0 | 0.0 |      | 4.6 | 6.4 | .719  | 3.7 | 8.6 | 12.3 | 1.3 | 0.1 | 2.6 | 2.0 | 3.0 | 15.4 |
| 4  | Christian Laettner | 27   | PF   | 10 | 10 | 40.3 | 6.2 | 15.3 | .405 | 0.4 | 2.1 | .190 | 4.8 | 5.6 | .857  | 1.9 | 5.3 | 7.2  | 2.6 | 1.0 | 0.8 | 3.1 | 3.2 | 17.6 |
| 5  | Tyrone Corbin      | 34   | SF   | 10 | 10 | 36.4 | 4.2 | 9.2  | .457 | 1.3 | 3.7 | .351 | 0.9 | 0.9 | 1.000 | 1.2 | 3.1 | 4.3  | 2.0 | 0.4 | 0.2 | 1.4 | 2.9 | 10.6 |
| 6  | Alan Henderson     | 24   | PF   | 10 | 0  | 13.6 | 1.9 | 3.4  | .559 | 0.0 | 0.0 |      | 2.0 | 2.6 | .769  | 1.1 | 2.2 | 3.3  | 0.0 | 0.1 | 0.3 | 0.7 | 2.6 | 5.8  |
| 7  | Eldridge Recasner  | 29   | SG   | 10 | 0  | 12.1 | 1.1 | 2.6  | .423 | 0.4 | 1.1 | .364 | 0.5 | 0.8 | .625  | 0.3 | 0.8 | 1.1  | 0.9 | 0.2 | 0.0 | 0.7 | 0.9 | 3.1  |
| 8  | Henry James        | 31   | PF   | 8  | 0  | 5.6  | 0.4 | 1.6  | .231 | 0.3 | 0.8 | .333 | 0.0 | 0.0 |       | 0.1 | 0.0 | 0.1  | 0.3 | 0.1 | 0.0 | 0.5 | 1.5 | 1.0  |
| 9  | Darrin Hancock     | 25   | SF   | 6  | 0  | 5.5  | 0.3 | 0.8  | .400 | 0.0 | 0.2 | .000 | 0.0 | 0.5 | .000  | 0.3 | 0.5 | 0.8  | 0.2 | 0.2 | 0.2 | 0.2 | 0.8 | 0.7  |
| 10 | Jon Barry          | 27   | SG   | 2  | 0  | 4.5  | 0.0 | 1.5  | .000 | 0.0 | 1.5 | .000 | 0.0 | 0.0 |       | 0.0 | 0.0 | 0.0  | 0.0 | 0.0 | 0.0 | 0.0 | 0.0 | 0.0  |
| 11 | Priest Lauderdale  | 23   | C    | 3  | 0  | 2.3  | 0.0 | 1.0  | .000 | 0.0 | 0.0 |      | 0.0 | 0.0 |       | 0.3 | 0.3 | 0.7  | 0.0 | 0.0 | 0.0 | 1.0 | 0.3 | 0.0  |
| 12 | Ivano Newbill      | 26   | PF   | 3  | 0  | 1.7  | 0.0 | 0.0  |      | 0.0 | 0.0 |      | 0.0 | 0.0 |       | 0.0 | 0.3 | 0.3  | 0.3 | 0.0 | 0.0 | 0.3 | 0.7 | 0.0  |

## Galardones y récords
| Jugador/Entrenador | Galardón                                                    |
| Dikembe Mutombo    | Mejor Defensor de la NBA Mejor quinteto defensivo de la NBA |
| Mookie Blaylock    | 2.º Mejor quinteto defensivo de la NBA                      |